# Henryk Nielaba
Henryk Nielaba, né le 5 septembre 1933, est un escrimeur polonais spécialiste de l'épée. 

## Carrière
Henryk Nielaba participe aux Jeux olympiques de 1968 à Mexico et remporte la médaille de bronze avec l'équipe de l'épée masculine composé de Bohdan Andrzejewski, Kazimierz Barburski, Michal Butkiewicz et Bohdan Gonsior.